# Schtepiwka
Schtepiwka (ukrainisch Штепівка, russisch Штеповка Schtepowka) ist ein Dorf im Zentrum der ukrainischen Oblast Sumy mit etwa 1200 Einwohnern (2004).
Das um 1670 erstmals schriftlich erwähnte Dorf liegt im Südwesten des Rajon Sumy.
Im Norden des Dorfes verläuft in Ost-West-Richtung die Fernstraße N 07, über die das Oblastzentrum Sumy nach 38 km in westliche Richtung zu erreichen ist. Das ehemalige Rajonzentrum Lebedyn ist über die Territorialstraße T–19–06 nach 33 km in südliche Richtung erreichbar.
Am 12. Juni 2020 wurde das Dorf ein Teil der neugegründeten Stadtgemeinde Lebedyn, bis dahin bildete es zusammen mit den Dörfern Hutnyzke (Гутницьке) und Ruda (Руда) sowie der Ansiedlung Nowopetriwka (Новопетрівка) die gleichnamige Landratsgemeinde Schtepiwka (Штепівська сільська рада/Schtepiwska silska rada) im Norden des Rajons Lebedyn.
Am 17. Juli 2020 kam es im Zuge einer großen Rajonsreform zum Anschluss des Rajonsgebietes an den Rajon Sumy.

## Persönlichkeiten
Im Dorf kam 1809 der ukrainische Dichter, Übersetzer und Folklorist Iwan Roskowschenko (Іван Васильович Росковшенко; 1809–1889) und am 18. Novemberjul. / 30. November 1890greg. der ukrainisch-sowjetische Politiker Hryhorij Hrynko (1890–1938) zur Welt.